# Hornakht
Hornakht (o Harnakht) va ser un príncep egipci de la XXII dinastia. Era fill del faraó Osorkon II. El mateix Osorkon II va nomenar a Hornakht Summe Sacerdot d'Amon a Tanis per reforçar l'autoritat d'aquest rei al Baix Egipte. Tanmateix, es tractava d'una acció política per part d'Osorkon II, ja que Hornakht era encara un nen. Va morir abans d'arribar als deu anys.
Una estàtua del Serapeum de Saqqara podria haver estat dedicada a Hornakht. L'estàtua està decorada amb imatges en relleu de la reina Karomama I, mare de Hornakht, i del déu Amon-Ra (a més d'altres divinitats). L'escultura ara representa una figura d'Osiris a la part del davant i es va tallar probablement poc després de la mort prematura del príncep.

## Tomba

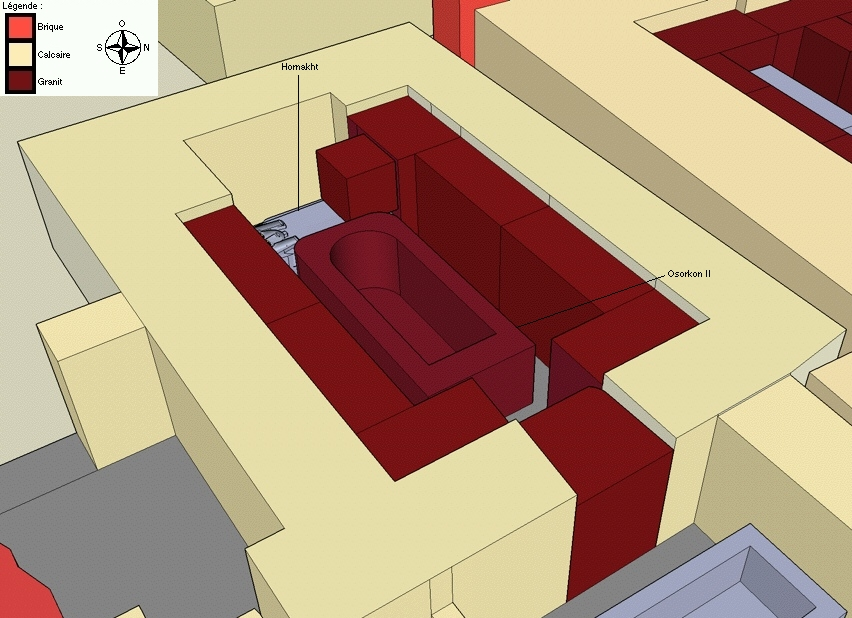
Tomba d'Osorkon II i Hornakht a Tanis.

Quan Hornakht va morir, Osorkon va disposar que el seu fill fos enterrat a la seva pròpia tomba a Tanis. Tanmateix, els saquejadors de tombes de l'antiguitat van aconseguir penetrar fins a la cambra on descansaven els cossos de Hornakht i del propi faraó. Per sort el sarcòfag de Hornakht encara conservava part dels tresors del sepulcre quan Pierre Montet el va trobar el 1939, ja que un gran bloc de granit col·locat sobre l'enterrament de Hornakht els impedia aixecar completament la tapa. La major part de l'atenció dels assaltants se la va endur el sarcòfag d'Osorkon II, que hauria tingut tresors molt més esplèndids.
Els saquejadors van aconseguir retirar la màscara funerària d'or que cobria la cara de Hornakht, així com alguns ornaments que n'adornaven el coll, però no s'ho van endur tot. Quan l'egiptòleg Pierre Montet va descobrir l'enterrament de Hornakht, va trobar una sèrie d'amulets d'or cobrien originàriament parts de la mòmia del príncep. Són de mida petita però tenen un acabat d'alta qualitat; alguns són de lapislàtzuli amb d'or i d'altres pedres semi-precioses que representen diversos símbols místics destinats a salvaguardar la santedat del cos momificat de Hornakht.

## La mòmia
Segons l'anàlisi del seu esquelet realitzat el 1942 pel doctor Douglas Derry, Hornakht va morir quan tenia entre 8 i 9 anys. A les restes s'hi van notar algunes peculiaritats, com ara un crani inusualment gran i desenvolupat per a la seva edat, la presència d'un parell de costelles cervicals i una vèrtebra lumbar anormal. Tot i així, Derry va excloure que aquestes anomalies haguessin provocat la mort prematura de Hornakht. Per altra banda la mòmia va mostrar que una part del rostre havia estat danyada pels embalsamadors durant lextracció del cervell pel nas.
Als peus del sarcòfag s'hi van trobar els quatre vasos canòpis en alabastre que contenien les vísceres momificades del príncep, així com més de dos-cents uixebtis destinats a ajudar-lo en la seva vida posterior.